# Francesc Cailà i Mestre
Francesc Cailà i Mestre (Reus, 30 de maig de 1929 - 24 de setembre de 2002) va ser un polític català, primer president de la Diputació de Tarragona durant la transició espanyola.
Es llicencià en dret a la Universitat de Barcelona, on també va estudiar economia. Va treballar a la Mútua Reddis, on va ocupar càrrecs directius. En acabar la dictadura franquista es va afiliar a Convergència Democràtica de Catalunya (CDC), de la que en fou cap de llista i candidat a l'alcaldia de Reus a les eleccions municipals espanyoles de 1979, però no fou escollit. Com a regidor fou elegit diputat de la Diputació de Tarragona, de la que en fou president de 1979 a 1980. Durant el seu mandat es va traslladar el campus de la Facultat de Medicina de la Universitat de Barcelona a Reus, i es va crear l'Escola que esdevindria la Facultat d'Economia i Empresa.
Va dimitir del seu càrrec el 1980 per discrepàncies amb altres dirigents del partit, degut a la seva proposta de traslladar la Facultat de Medicina a Reus, cosa que va aconseguir amb molt d'esforç malgrat l'oposició de Tarragona. Es va produir un litigi enverinat i ni tan sols els membres del seu partit van defensar els arguments de Cailà. Quan va deixar la presidència de la Diputació es van calmar els atacs i les calúmnies i va tornar a treballar a la Mútua Reddis, que va iniciar la seva expansió el 1985. El 1991 va entrar a formar part del consell de direcció de Mapfre. També va col·laborar amb el Centre de Lectura de Reus, on hi va organitzar els col·loquis "Possibilitats de futur de la nostra ciutat" (1982) i "Poder polític i poder econòmic" (1985). En 1995 va rebre la Medalla d'Or de la ciutat de Reus.